# Lista monumentelor istorice din județul Cluj - R

Simbol utilizat pentru monumentele istorice

Lista monumentelor istorice din județul Cluj - R cuprinde monumentele istorice înscrise în Patrimoniul cultural național al României și aflate în localități din județul Cluj al căror nume începe cu litera R. 
Lista completă este menținută și actualizată periodic de către Ministerul Culturii, Cultelor și Patrimoniului Național din România, prin intermediul Institutului Național al Patrimoniului, ultima versiune datând din 2015. Această listă cuprinde și actualizările ulterioare, realizate prin ordin al ministrului culturii.
Puteți căuta un monument din județul Cluj folosind formularul de mai jos sau puteți naviga prin toate monumentele din județ la lista monumentelor istorice din județul Cluj.
| Cod LMI                              | Denumire                                                 | Localitate                              | Localizare                                                      | Datare, Creatori  | Imagine               | Erori             |
| ------------------------------------ | -------------------------------------------------------- | --------------------------------------- | --------------------------------------------------------------- | ----------------- | --------------------- | ----------------- |
| CJ-I-s-B-07148 (RAN: 55883.01)       | Situl arheologic de la Rădaia, punct „Orat”              | sat Rădaia; comuna Baciu                | „Orat”                                                          |                   | Încarcă foto \| video | Raportează eroare |
| CJ-I-m-B-07148.01 (RAN: 55883.01.03) | Așezare                                                  | sat Rădaia; comuna Baciu                | „Orat” 46.79942°N 23.47542°E                                    | sec. IV p. Chr.   | Încarcă foto \| video | Raportează eroare |
| CJ-I-m-B-07148.02 (RAN: 55883.01.02) | Așezare                                                  | sat Rădaia; comuna Baciu                | „Orat” 46.79942°N 23.47542°E                                    | Epoca romană      | Încarcă foto \| video | Raportează eroare |
| CJ-I-m-B-07148.03 (RAN: 55883.01.01) | Așezare                                                  | sat Rădaia; comuna Baciu                | „Orat” 46.79942°N 23.47542°E                                    | Preistorie        | Încarcă foto \| video | Raportează eroare |
| CJ-I-s-B-07149 (RAN: 56247.01)       | Tumuli                                                   | sat Răscruci; comuna Bonțida            | „Dealul Prunilor” 46.8909°N 23.7608°E                           | Preistorie        | Încarcă foto \| video | Raportează eroare |
| CJ-I-s-B-07150 (RAN: 56247.02)       | Tumuli                                                   | sat Răscruci; comuna Bonțida            | „Glimeie” 46.88982°N 23.7801°E                                  | Preistorie        | Încarcă foto \| video | Raportează eroare |
| CJ-I-s-B-07151                       | Situl arheologic de la Răscruci, punct „Valea Someșului” | sat Răscruci; comuna Bonțida            | Valea Someșului                                                 |                   | Încarcă foto \| video | Raportează eroare |
| CJ-I-m-A-07151.01 (RAN: 56247.03.03) | Așezare                                                  | sat Răscruci; comuna Bonțida            | Valea Someșului 46.90434°N 23.78289°E                           | Epoca medievală   | Încarcă foto \| video | Raportează eroare |
| CJ-I-m-A-07151.02 (RAN: 56247.03.02) | Așezare                                                  | sat Răscruci; comuna Bonțida            | Valea Someșului 46.90434°N 23.78289°E                           | Epoca migrațiilor | Încarcă foto \| video | Raportează eroare |
| CJ-I-m-B-07151.03                    | Așezare                                                  | sat Răscruci; comuna Bonțida            | Valea Someșului                                                 | Preistorie        | Încarcă foto \| video | Raportează eroare |
| CJ-I-s-B-07152 (RAN: 59149.01)       | Așezare                                                  | sat Recea-Cristur; comuna Recea-Cristur | „Ambruș”, „Dealul Olarului”, „Coasta Tăului”                    | Epoca romană      | Încarcă foto \| video | Raportează eroare |
| CJ-I-s-A-07153 (RAN: 55614.01)       | Așezare                                                  | sat Rediu; comuna Aiton                 | Extravilan, între satele Rediu și Mărtinești 46.67°N 23.69611°E | Epoca romană      | Încarcă foto \| video | Raportează eroare |
| CJ-I-s-A-07154 (RAN: 56746.01)       | Turn roman                                               | sat Rugășești; comuna Cășeiu            | „Dealul Podului” 47.23986°N 23.84943°E                          | Epoca romană      | Încarcă foto \| video | Raportează eroare |
| CJ-II-m-B-07741 (RAN: 56247.05)      | Biserica reformată                                       | sat Răscruci; comuna Bonțida            | 119                                                             | sec. XVII         | Alte imagini          | Raportează eroare |
| CJ-II-a-A-07742 (RAN: 56247.06)      | Castelul Banffy, azi Școala ajutătoare                   | sat Răscruci; comuna Bonțida            | Str. Principală 484 46.90651°N 23.77431°E                       | sec. XVIII        | Alte imagini          | Raportează eroare |
| CJ-II-m-A-07742.01                   | Corp clădire castel                                      | sat Răscruci; comuna Bonțida            | Str. Principală 484                                             | sec. XVIII        |                       | Raportează eroare |
| CJ-II-s-B-07742.02                   | Parc                                                     | sat Răscruci; comuna Bonțida            | Str. Principală 484                                             | sec. XVIII        |                       | Raportează eroare |
| CJ-II-m-B-07743                      | Casă                                                     | sat Rogojel; comuna Săcuieu             | 16                                                              | sec. XIX          | Încarcă foto \| video | Raportează eroare |
| CJ-II-m-B-07744 (RAN: 59309.01)      | Biserica „Sf. Arhangheli Mihail și Gavriil”              | sat Rogojel; comuna Săcuieu             | 296                                                             | sec. XVIII        |                       | Raportează eroare |